# Dombeya hildebrandtii
Dombeya hildebrandtii är en malvaväxtart som beskrevs av Henri Ernest Baillon. Dombeya hildebrandtii ingår i släktet Dombeya och familjen malvaväxter. Inga underarter finns listade i Catalogue of Life.